# Katedra św. Szczepana w Pasawie
Katedra pw. św. Szczepana w Pasawie (niem. Dom Sankt Stephan in Passau lub Stephansdom in Passau) – barokowa katedra znajdująca się w niemieckiej Pasawie w Dolnej Bawarii, siedziba biskupa diecezji pasawskiej, w obecnej formie wzniesiona w latach 1668–1693 według projektu Carla Luraga. Jej patronem jest diakon i pierwszy męczennik święty Szczepan (niem. Sankt Stephan).

## Budowla
Pierwszy kościół istniał w tym miejscu już około 450, pierwsza wzmianka pisemna na temat świątyni pochodzi jednak dopiero z roku 730. W 739 kościół został podniesiony do rangi katedry. W latach 1280–1325 pierwotną budowlę zastąpiła świątynia w stylu gotyckim, do której w latach 1407–1560 dobudowano wschodnie skrzydło w stylu późnogotyckim.
Obecna, mająca około 100 metrów długości barokowa katedra zbudowana została w latach 1668–1692 w następstwie pożaru z 1662, który zniszczył wspomnianą wyżej budowlę gotycką. Ze zniszczonej świątyni zachowała się jedynie jej późnogotycka część wschodnia. Ogólny plan nowej katedry został sporządzony przez działającego głównie w Czechach, na ziemi kłodzkiej i Dolnym Śląsku włoskiego architekta Carlo Lurago. Stiukowe dekoracje wnętrza świątyni są dziełem genuańskiego malarza Giovanniego Battisty Carlonego. Twórcą zdobiących katedrę fresków jest pochodzący ze Szwajcarii Carpoforo Tencalla. We wnętrzu świątyni na uwagę zasługują ponadto malowidła w ołtarzach bocznych wykonane przez Johanna Michaele Rottmayra. Katedra św. Szczepana jest największą katedrą barokową na północ od Alp.

## Organy
Przez długi czas (do początku XX wieku) pasawska katedra szczyciła się posiadaniem największych organów na świecie. Obecnie to największy instrument w Europie oraz piąty na świecie. Organy te są nadal największymi katedralnymi organami na świecie i trzecimi w budynkach sakralnych na świecie. Obecnie instrument posiada 17.754 piszczałki oraz 233 rejestry, z których wszystkie mogą być obsługiwane przez pięciomanuałową konsolę główną umiejscowioną na emporze.

## Galeria

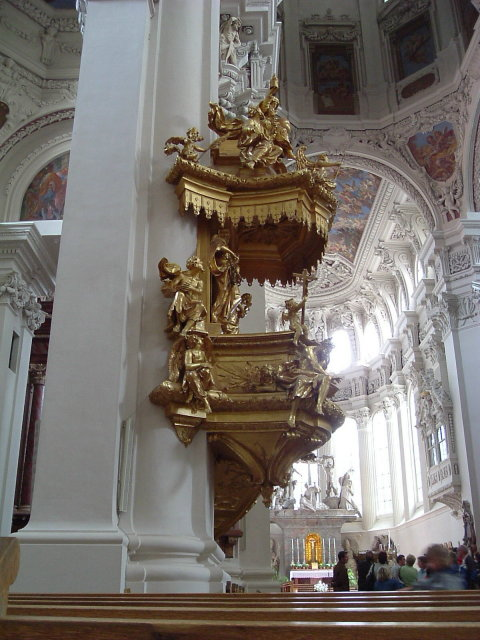
Ambona
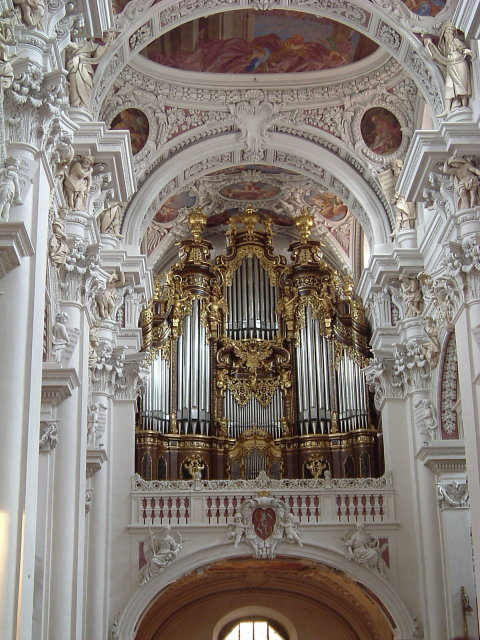
Organy na emporze głównej